# محمد حنيف أتمر
محمد حنيف أتمر (مواليد 10 سبتمبر 1968) هو سياسي أفغاني يشغل حالياً منصب وزير الخارجية كما شغل سابقاً منصب وزير الداخلية.